# Centre national de volley-ball
 (octobre 2023).
Si vous disposez d'ouvrages ou d'articles de référence ou si vous connaissez des sites web de qualité traitant du thème abordé ici, merci de compléter l'article en donnant les références utiles à sa vérifiabilité et en les liant à la section « Notes et références ».
Le Centre National de Volley-Ball est une structure de la Fédération française de volley-ball, fondée en 1983 et basée à Castelnau-le-Lez (Hérault, intégrant les meilleurs joueurs français des catégories Cadet (moins de 19 ans) et Junior (moins de 21 ans).

## Fonctionnement
Les joueurs sélectionnés, au nombre maximal de 26, proviennent de toute la France, métropole comme Outre-Mer. Ils restent liés à leur club d'origine tout au long de leur séjour au CNVB, qui peut durer jusqu'à trois ans. Cette structure permet de compléter la formation des joueurs prometteurs dans un cadre fédéral, tout en participant au championnat de France de Nationale 1 (ou de Ligue B suivant les années). En 2009, avec le déplacement du pôle cadet de Châtenay-Malabry au CNVB, une deuxième équipe a participé au championnat de France de Nationale 2.
Les effectifs du CNVB constituent ainsi l'ossature des équipes de France cadets et juniors.

## Effectifs

### Saison 2013-2014 (Nationale 1)
| No                                                                                  | Nom                                                                                 | Date de naissance                                                                   | Taille | Poids | Poste                        | Club                         |
| ----------------------------------------------------------------------------------- | ----------------------------------------------------------------------------------- | ----------------------------------------------------------------------------------- | ------ | ----- | ---------------------------- | ---------------------------- |
| 2                                                                                   | Quentin Schouteten                                                                  | 2 avril 1995                                                                        | 186    | 80    | Passeur                      | Tourcoing LM                 |
| 5                                                                                   | Thomas Nevot                                                                        | 30 avril 1995                                                                       | 192    | 84    | Passeur                      | ASS SP Cult Plancoetine      |
| 6                                                                                   | Luka Basic                                                                          | 29 janvier 1995                                                                     | 199    | 74    | Réceptionneur-attaquant      | Rennes Volley 35             |
| 8                                                                                   | Jean Patry                                                                          | 27 décembre 1996                                                                    | 202    | 83    | Attaquant                    | Montpellier UC               |
| 9                                                                                   | Timothée Carle                                                                      | 30 novembre 1995                                                                    | 195    | 83    | Réceptionneur-attaquant      | AS Cannes                    |
| 12                                                                                  | Daryl Bultor                                                                        | 17 novembre 1995                                                                    | 200    | 87    | Central                      | SA Mérignac                  |
| 14                                                                                  | Médéric Henry                                                                       | 20 juin 1995                                                                        | 211    | 91    | Central                      | Arago de Sète                |
| 15                                                                                  | Stéphen Boyer                                                                       | 10 avril 1996                                                                       | 196    | 77    | Réceptionneur-attaquant      | SA Mérignac                  |
| 17                                                                                  | Nohoarii Paofai                                                                     | 12 novembre 1995                                                                    | 198    | 85    | Central                      | Tourcoing LM                 |
| 999                                                                                 | Yousri Anegay                                                                       | 28 août 1996                                                                        | 199    |       | Central                      | ASUL Lyon Volley-Ball        |
| 999                                                                                 | Julien Gatineau                                                                     | 6 décembre 1995                                                                     | 176    |       | Libero                       | ASUL Lyon Volley-Ball        |
| 999                                                                                 | Arnaud Gauthier-Rat                                                                 | 22 octobre 1996                                                                     | 192    |       | Réceptionneur-attaquant      | CNM Charenton                |
| 999                                                                                 | Arnaud Loiseau                                                                      | 12 mai 1996                                                                         | 192    | 78    | Réceptionneur-attaquant      | AS Cannes                    |
| 999                                                                                 | Fran Novotni-Kasic                                                                  | 22 février 1997                                                                     | 197    |       | Passeur                      | Nice VB                      |
| 999                                                                                 | Luc Parville                                                                        | 22 mai 1997                                                                         | 170    |       | Libero                       | Tourcoing LM                 |
| 999                                                                                 | Sébastian Roatta                                                                    | 1er mars 1996                                                                       | 200    | 85    | Central                      | Asnières Volley 92           |
| 999                                                                                 | Pavlé Vujovic                                                                       | 29 janvier 1997                                                                     | 196    |       | Passeur                      | SA Épinal                    |
|                                                                                     |                                                                                     |                                                                                     |        |       |                              |                              |
| Encadrement technique                                                               | Encadrement technique                                                               |                                                                                     |        |       | Légende                      | Légende                      |
| Entraîneur : Marc Francastel                                                        | Entraîneur : Marc Francastel                                                        | Entraîneur : Marc Francastel                                                        |        |       | : Capitaine                  | : Capitaine                  |
| Entraîneur(s) adjoint(s) : Jocelyn Trillion Entraîneur(s) adjoint(s) : David Vaseux | Entraîneur(s) adjoint(s) : Jocelyn Trillion Entraîneur(s) adjoint(s) : David Vaseux | Entraîneur(s) adjoint(s) : Jocelyn Trillion Entraîneur(s) adjoint(s) : David Vaseux |        |       | : Joueur blessé actuellement | : Joueur blessé actuellement |
| Manager général : Éric Daniel                                                       |                                                                                     |                                                                                     |        |       |                              |                              |

| Équipe type : Centre national de volley-ball                                                               |
| \| Passeur · # ? RA P2 · # ? Central P3 · # ? Attaquant · # ? RA P5 · # ? Central P6 · # ? Libero · # ? \| |
| Passeur · # ? RA P2 · # ? Central P3 · # ? Attaquant · # ? RA P5 · # ? Central P6 · # ? Libero · # ?       |

| Passeur · # ? RA P2 · # ? Central P3 · # ? Attaquant · # ? RA P5 · # ? Central P6 · # ? Libero · # ? |